# Eurovision: Europe Shine a Light
Eurovision: Europe Shine a Light var ett direktsänt TV-program från European Broadcasting Union (EBU) som producerades av de nederländska TV-bolagen AVROTROS, NOS och NPO. Programmet ersatte Eurovision Song Contest 2020, som planerades att hållas i Rotterdam, Nederländerna, men som ställdes in på grund av coronaviruspandemin 2019–2021. 
Programmet sändes live från Hilversum i Nederländerna den 16 maj 2020 och pågick i ungefär två timmar. Programmet sändes bland annat på Eurovision Song Contests Youtube-kanal. Eurovision: Europe Shine a Light blev den sista Eurovision-produktionen där Jon Ola Sand var executive supervisior, EBU:s högste ansvarige chef för Eurovision. Den svenske producenten Martin Österdahl, som var exekutiv producent för Eurovision Song Contest 2013 och 2016, tog året efter (2020) över efter Jon Ola Sand.  

## Format
Alla 41 bidrag som skulle ha deltagit i Eurovision Song Contest 2020 hedrades i programmet. Dock tävlade inget av bidragen. Tidigare Eurovision-deltagare bjöds in för att uppträda med välkända Eurovision-låtar på ikoniska platser runtom i Europa. 

### Plats

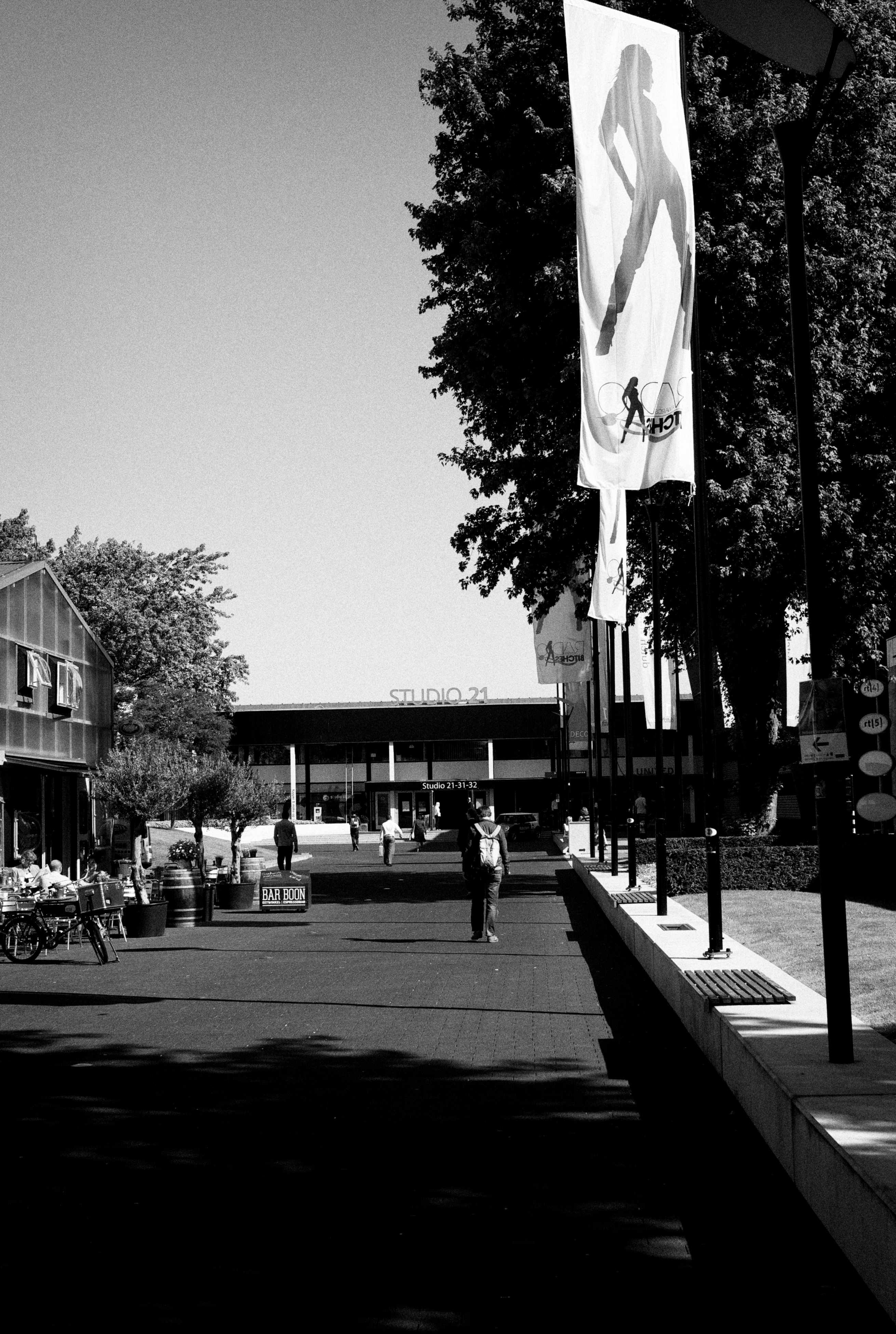
Studio 21 i Hilversum.

Den 1 april 2020 bekräftades att staden Hilversum skulle vara värdstad för evenemanget. Eurovision Song Contest 1958 arrangerades i Hilversum. 

### Programledare
Programledarna för TV-programmet var skådespelerskan och programledaren Chantal Janzen, sångerskan Edsilia Rombley och sångaren och tidigare Eurovision-kommentatorn Jan Smit. De tre programledarna skulle ha varit programledare för Eurovision Song Contest 2020. Edsilia Rombley representerade Nederländerna i Eurovision 1998 och 2007. 